# 1972年札幌オリンピックのポーランド選手団
1972年札幌オリンピックのポーランド選手団（1972ねんさっぽろオリンピックのポーランドせんしゅだん）は、1972年2月3日から2月13日まで日本の北海道札幌市で開催された1972年札幌オリンピックのポーランド選手団、およびその競技結果。

## 概要
今大会では金メダル1個を獲得した。ポーランド勢がメダルを獲得したのは1960年スコーバレーオリンピック以来3大会ぶり。
スキージャンプ男子90m級で、ヴォイチェフ・フォルトゥナが冬季オリンピックポーランド勢初となる金メダルを獲得した。

## メダル
| メダル | 選手名                     | 競技           | 種目      |
| ------ | -------------------------- | -------------- | --------- |
| 金     | ヴォイチェフ・フォルトゥナ | スキージャンプ | 男子90m級 |